# Chester (Pensilvania)
Chester es una ciudad ubicada en el condado de Delaware en el estado estadounidense de Pensilvania. En el año 2000 tenía una población de 36,854 habitantes y una densidad poblacional de 2,936.5 personas por km².

## Demografía
Según la Oficina del Censo en 2000 los ingresos medios por hogar en la localidad eran de $23,703 y los ingresos medios por familia eran $29,436. Los hombres tenían unos ingresos medios de $29,528 frente a los $21,005 para las mujeres. La renta per cápita para la localidad era de $9,052. Alrededor del 27.2% de la población estaba por debajo del umbral de pobreza.